# Alosarpestus keravatensis
Alosarpestus keravatensis är en insektsart som beskrevs av Evans 1981. Alosarpestus keravatensis ingår i släktet Alosarpestus och familjen dvärgstritar. Inga underarter finns listade i Catalogue of Life.